# 李俊奂
李俊奂（韩语： I Joonhwan，2002年6月19日—），韩国男子柔道运动员，2023年世界柔道锦标赛男子81公斤级铜牌得主、2021年世界大运会男子团体铜牌得主、2022年亚洲运动会男子81公斤级银牌得主。